# Руис, Сесар (игрок в американский футбол)
Сесар Руис (англ. Cesar Ruiz, 14 июня 1999, Камден, Нью-Джерси) — профессиональный футболист, выступающий на позиции гарда в клубе НФЛ «Нью-Орлеан Сэйнтс». На студенческом уровне выступал за команду Мичиганского университета, на драфте НФЛ 2020 года был выбран в первом раунде под общим 24 номером.

## Биография
Сесар Руис родился 14 июня 1999 года в Камдене в штате Нью-Джерси. В городе прошло его детство, позже по настоянию матери он переехал в Брейдентон во Флориде. Там Руис окончил Академию IMG, специализирующуюся на подготовке молодых спортсменов. В 2016 году он объявил о намерении продолжить обучение и карьеру в Мичиганском университете.

### Студенческая карьера
В дебютном сезоне в турнире NCAA Руис принял участие в десяти матчах команды, выходя на поле в составе линии нападения и специальных команд. Пять матчей он провёл в роли стартового правого гарда. В 2018 году его перевели на позицию центра, где Сесар сыграл все тринадцать матчей команды в основном составе. По итогам сезона он был включён в третью символическую сборную звёзд конференции по результатам опроса тренеров.
В сезоне 2019 года Руис также провёл тринадцать матчей в роли стартового центра «Мичиган Вулверинс». В этих играх он отыграл 447 снэпов, позволив защитникам соперника всего восемь раз оказать давление на квотербека, и по итогам года стал лучшим центром по защите паса по оценкам сайта Pro Football Focus. Всего в течение трёх лет студенческой карьеры Сесар сыграл в 36 матчах.

### Профессиональная карьера
Перед драфтом НФЛ 2020 года в качестве сильных сторон Руиса аналитик сайта Bleacher Report Мэтт Миллер выделял его опыт игры в стартовом составе на разных позициях и в разных схемах, быстроту и хорошую работу ног, хорошие действия при выносных розыгрышах, подвижность и потенциал для дальнейшего развития. К недостаткам Миллер относил не лучшие антропометрические данные игрока, упрощённость схем блокирования, использовавшихся в его студенческой команде, слабость в противостоянии быстрым лайнбекерам и линейным защиты.
На драфте Руис был выбран клубом «Нью-Орлеан Сэйнтс» в первом раунде под 24 номером. В июле он подписал с командой четырёхлетний контракт с возможностью продления ещё на сезон по инициативе «Сэйнтс». Во время предсезонных сборов он получил травму ноги, из-за которой пропустил начало регулярного чемпионата. В составе «Сэйнтс» Руис дебютировал в матче второй игровой недели против «Лас-Вегас Рэйдерс», выйдя на позиции правого гарда.